# Melker Schörling
Melker Schörling (Arboga, provincia de Västmanland; 15 de mayo de 1947-Nyköping, Provincia de Södermanland; 10 de diciembre de 2023) fue un empresario multimillonario sueco. Su empresa de inversiones Melker Schörling AB (MSAB) tenía grandes intereses en Securitas AB, Assa Abloy, Hexagon AB, Loomis y más. Schörling se asoció con el también multimillonario Gustaf Douglas, quien también era un accionista importante de Securitas y Assa Abloy.

## Primeros años
Melker Schörling se graduó en la Escuela de Negocios, Economía y Derecho de la Universidad de Gotemburgo.

## Carrera
Schörling ejerció su primer trabajo de rango como director ejecutivo de Securitas en 1987, antes de pasar a Skanska, durante la presidencia de Percy Barnevik. Posteriormente, abandonó su carrera ejecutiva para centrarse en sus inversiones.
En agosto de 2006, Schörling reveló que haría pública MSAB y la cotizaría en la Bolsa de Valores de Estocolmo. También dio a conocer una nueva junta directiva. En la nueva junta directiva, una de las más destacadas del mundo empresarial sueco, estaban Stefan Persson, Carl-Henric Svanberg y la hija de Schörling.
En 2017, Schörling dejó todos los puestos de la empresa por motivos de salud. Desde entonces ha sido reemplazado por sus hijas Sophia y Märta.
En mayo de 2021, valía 12.500 millones de dólares según el Índice de multimillonarios de Bloomberg.

## Vida personal
Schörling estaba casado, tenía dos hijas y vivía en Estocolmo.
Schörling murió en Nyköping el 10 de diciembre de 2023, a la edad de 76 años.   